# Psyco (rivista)
Psyco è stata una rivista antologica di fumetti pubblicata in Italia dalla Editrice Naka negli anni settanta; venne diretta da Cesare Solini e ha pubblicato opere di importanti autori italiani ai loro esordi come Bonvi, Alfredo Castelli, Carlo Peroni e Guido Buzzelli. Nonostante la breve vita editoriale è ricordata per aver pubblicato importanti opere a fumetti come La rivolta dei racchi di Buzzelli, riconosciuta come il primo romanzo a fumetti italiano, e Storie dello spazio profondo di Francesco Guccini e Bonvi, entrambi saranno più volte ristampati.
La rivista ha pubblicato prevalentemente per ogni numero storie a fumetti complete o episodi auto conclusivi di serie a fumetti oltre a qualche articolo di argomento inerenti al genere dei fumetti pubblicati. Carlo Peroni fu l'autore più presente, ideando per la rivista due serie, Casimiro vampiro crumiro, serie umoristica a strisce, e Van Helsing - Detective del soprannaturale, serie di storie di genere horror, entrambe sul tema del vampiro. La chiusura della rivista non sembra sia stata causata da problemi economici o dallo scarso riscontro del pubblico ma da diverse scelte editoriali.